# Friedrich St. Florian
Friedrich St. Florian (* 21. Dezember 1932 in Graz als Friedrich Florian Gartler; † 18. Dezember 2024) war ein österreichisch-amerikanischer Architekt.

## Leben

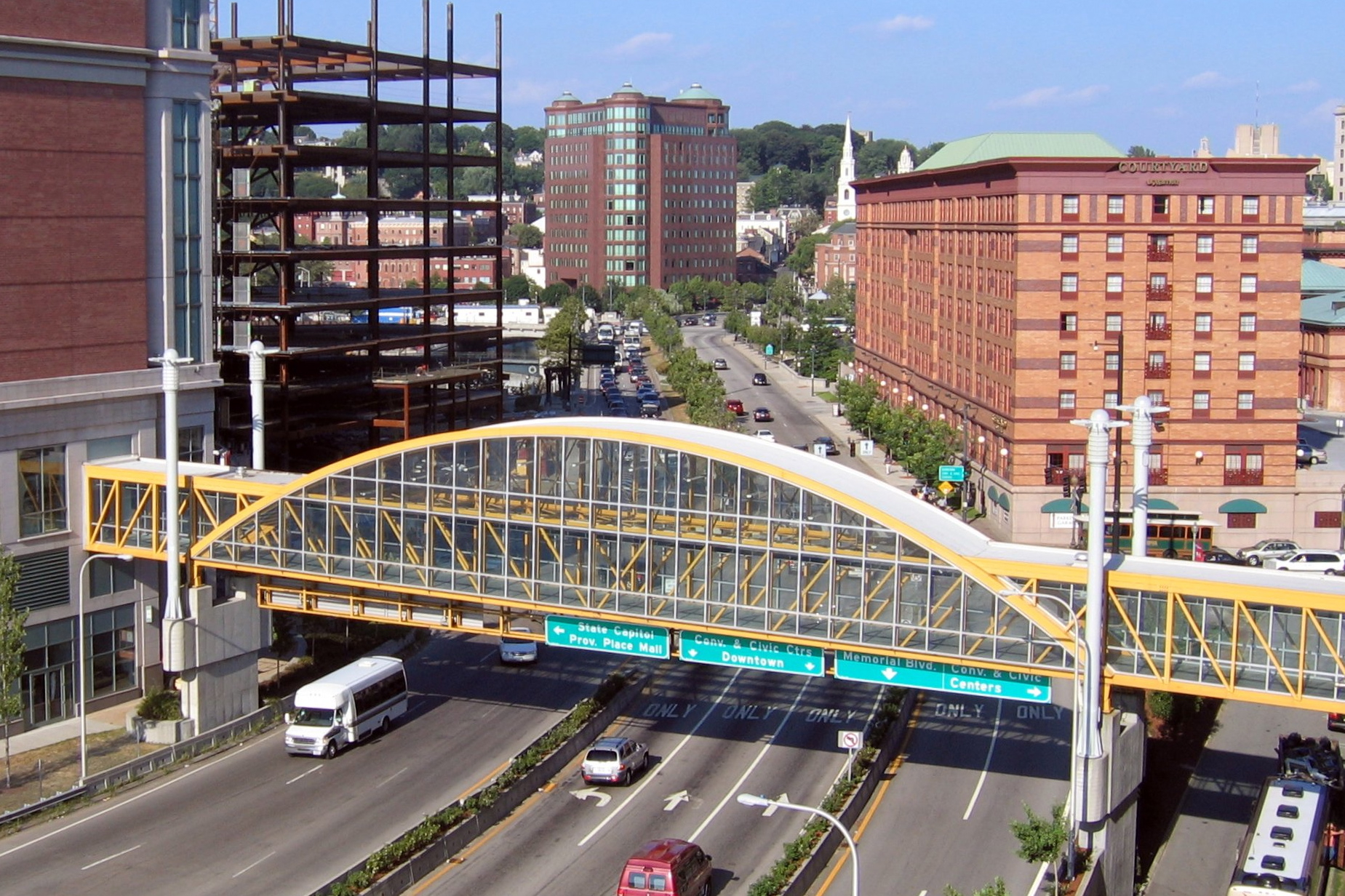
Die Providence Skybridge, 2000 erbaut

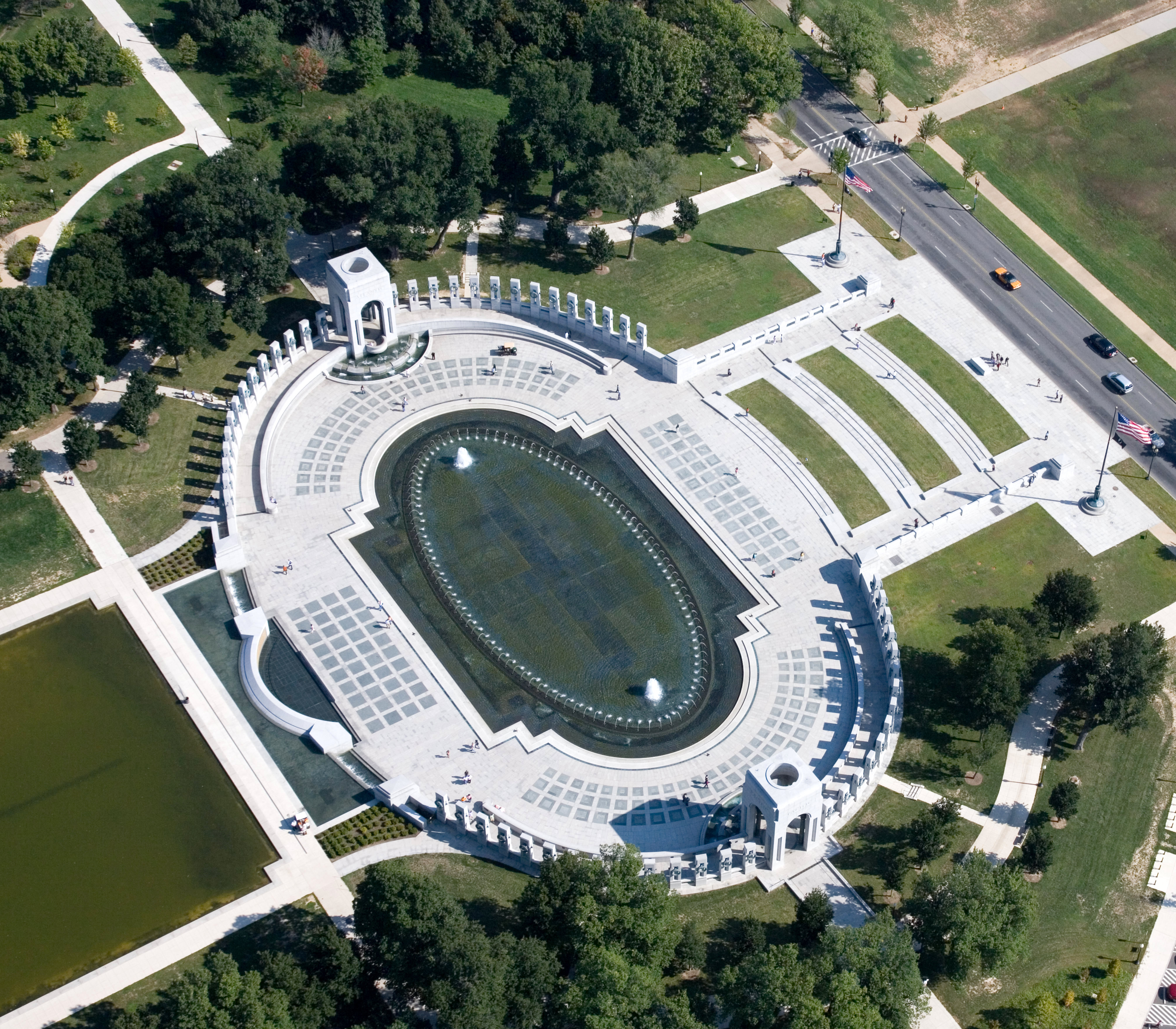
Das Second World War Memorial in Washington, D.C., von St. Florian entworfen und 2004 eingeweiht

Friedrich St. Florian absolvierte an der Technischen Universität Graz ein Studium der Architektur, das er im Jahr 1960 abschloss. Er erhielt ein Fulbright-Stipendium und schloss in den Vereinigten Staaten an der Columbia University in New York ein Studium in Städtebau mit einem Master of Science ab. Nach einer einjährigen Lehrtätigkeit an der Columbia University wurde er im Jahre 1963 Fakultätsmitglied der Rhode Island School of Design (RISD). Während seiner Jahre als Professor an der RISD war er Dekan der Abteilung für Architektur und Design, Hochschulleiter und verantwortlicher Kritiker des European Honors Program in Rom. Er lehrte auch an der Architectural Association School of Architecture in London; dem MIT in Cambridge, der McGill University in Montreal und der University of Texas at Austin.
Neben seiner Lehrtätigkeit war er seit 1974 praktizierender Architekt. Er erhielt weltweite Anerkennung für seine Gestaltung des Second World War Memorial in Washington, D.C., das im Jahre 2004 eingeweiht wurde. Er arbeitete als Design-Architekt im Team des Providence Place Einkaufszentrums, eines Einzelhandels- und Entertainment-Centers in der Innenstadt von Providence und das größte Bauprojekt, das bis dahin in Rhode Island durchgeführt wurde. Er war auch der Architekt der Providence Skybridge, die das Einkaufszentrum mit dem Westin Hotel verbindet.
Seine Zeichnungen wurden in viele private Sammlungen sowie in das Museum of Modern Art in New York, das MIT, das RISD.Museum und das Centre Georges Pompidou in Paris aufgenommen. Er erhielt zahlreiche Preise und Auszeichnungen in nationalen und internationalen Design-Wettbewerben, darunter den zweiten Platz beim Georges-Pompidou-Center-Wettbewerb in Paris. Er war auch Fellow der American Academy in Rom. 2005 wurde er zum Ehrendoktor des Fine Arts vom Rhode Island College ernannt.
Er starb am 18. Dezember 2024 drei Tage vor seinem 92. Geburtstag.